# James Biddle
Pour les articles homonymes, voir Biddle.
James Biddle (18 février 1783-1er octobre 1848), de la famille Biddle, frère du banquier Nicholas Biddle et neveu du capitaine Nicholas Biddle, était un commodore américain. Son navire amiral était le USS Columbus.

## Éducation et début de carrière
Il est né à Philadelphie, où il a fréquenté l'université de Pennsylvanie. Après son diplôme, il est entré dans la marine des États-Unis en tant qu'aspirant en 1800.
Maintenu dans la réduction de la marine de 1801, Biddle a servi dans la guerre de Tripoli. Il était à bord du USS Philadelphia, qui a heurté les rochers au large de Tripoli, et avec son commodore, William Bainbridge, il a été retenu emprisonné par les pirates pendant 19 mois.
Pendant la guerre anglo-américaine de 1812, Biddle était premier-lieutenant sur l'USS Wasp. Après cela, il était aux commandes du sloop USS Hornet quand il a défait le HMS Penguin. Plus tard, en 1817, il a été envoyé au fleuve Columbia pour annexer officiellement l'Oregon Country aux États-Unis, ce qui a été accompli en 1818.
Après la guerre, Biddle a exercé diverses fonctions dans le golfe du Mexique, l'Atlantique sudet la mer Méditerranée. En 1830, Biddle et le consul américain David Offly ont négocié et conclu un traité avec la Sublime Porte. Le traité à plus tard été utilisé par des diplomates américains pour réclamer des privilèges extraterritoriaux pour les citoyens des États-Unis dans l'Empire ottoman.

## Expéditions en Asie

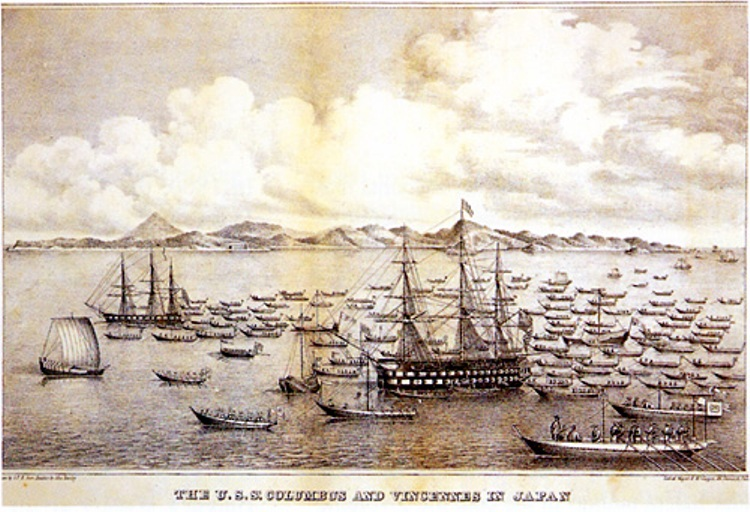
Le et le dans la baie de Tokyo, au Japon, en juillet 1846.

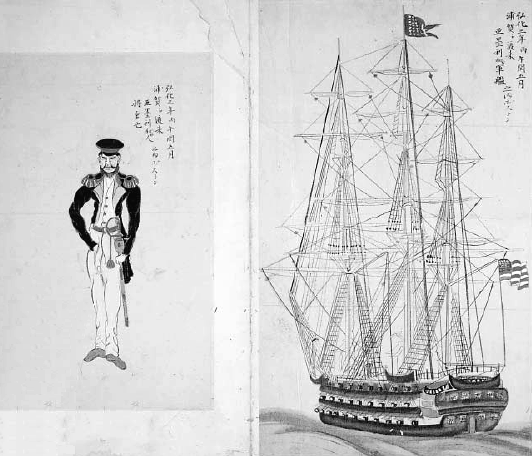
Le et un marin américain dans la baie d'Edo en 1846, représenté par un artiste japonais.

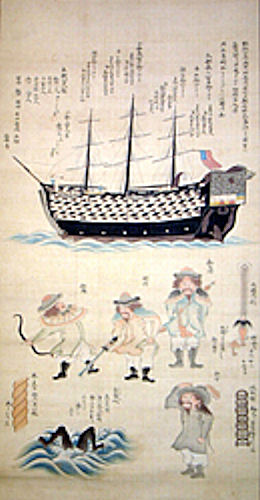
Navire de la flotte de Biddle dans la baie de Tokyo en 1846.

En décembre 1845, Biddle a dirigé les négociations du traité de Wanghia à Poon Tong (泮塘), un village à côté de Guangzhou. C'était le premier traité entre la Chine et les États-Unis.
Le 20 juillet 1846, il a jeté l'ancre avec deux navires de guerre (l'USS Columbus et l'USS Vincennes) dans le canal d'Uraga à l'entrée de la baie d'Edo afin d'essayer d'ouvrir le Japon au commerce avec les États-Unis, mais échoua. Biddle demandait au Japon qu'il convienne à un traité semblable à celui qu'il venait de signer avec la Chine. Quelques jours plus tard, une jonque japonaise approcha le navire amiral de Biddle et les occupants demandèrent sa présence à bord pour lui transmettre la réponse officielle du shogunat de Tokugawa. Biddle hésita d'abord mais finit par accepter. Pendant que Biddle essayait de monter à bord du bateau japonais, il a mal compris les instructions d'un des samouraïs et a été frappé dans le dos par le garde qui a alors tiré son épée.
Biddle se retira sur son navire amiral. Les fonctionnaires japonais ont fait des excuses pour l'incident. Biddle a finalement reçu une réponse négative du shogunat car le Japon interdisait tout commerce et communication avec des nations étrangères hormis les Pays-Bas ; aussi, il fut mis au courant que toutes les affaires étrangères étaient conduites à Nagasaki et que ses bateaux devaient partir d'Uraga immédiatement. Sept ans plus tard, le commodore Matthew Perry a réitéré la demande mais avec quatre navires de guerre. Perry connaissait la façon dont Biddle avait été reçu et il s'efforça de faire en sorte qu'il ne serait pas traité de la même manière.
Biddle est mort à Philadelphie et est enterré au Christ Church Burial Ground dans la parcelle de terrain familiale.

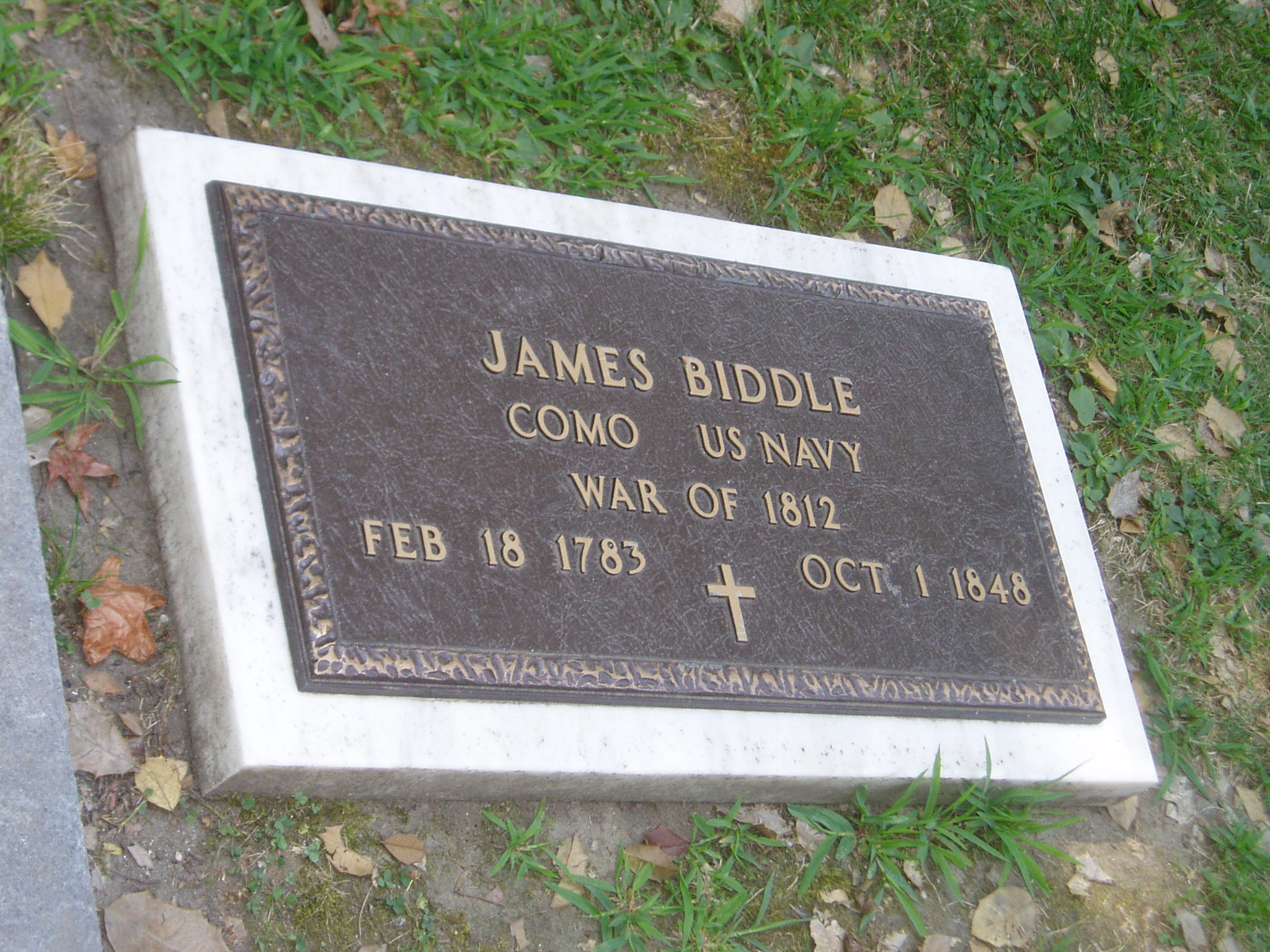
Tombe de James Biddle, en Pennsylvanie.